# André Deutsch
André Deutsch (Budapest, 15 de noviembre de 1917-Londres, 11 de abril de 2000) fue un editor británico de origen húngaro que fundó una compañía editorial del mismo nombre en 1951.

## Biografía
Deutsch asistió a la escuela en Budapest, donde nació, y en Viena. El Anschluss lo llevó a huir de Austria debido a su origen judío y se estableció en Gran Bretaña.
Después de haber aprendido el negocio de la publicación mientras trabajaba para Francis Aldor (Aldor Publications, Londres), con quién fue internado en la isla de Man durante la Segunda Guerra Mundial y que le había introducido en la industria, Deutsch dejó la ocupación de  Aldor después de unos pocos meses para continuar su próspera carrera editorial con la firma de Nicholson & Watson. Allan Wingate, pero después de unos años fue forzado por uno de sus directores, Anthony Gibb. André Deutsch va Limited empezó a operar el 1952.
Su pequeña pero influyente editorial funcionó hasta la década de 1980, e incluyó libros de Jack Kerouac, Wole Soyinka, Earl Lovelace, Norman Mailer, George Mikes, V. S. Naipaul, Ogden Nash, Andrew Robinson, Philip Roth, Arte Spiegelman, John Updike, Margaret Atwood, Charles Gidley Wheeler y Helene Hanff, y ahora es una publicación de Carlton Publishing Group que compró la empresa de Video Collection International Plc. La redactora dedicada de Deutsch era Diana Athill.
André Deutsch murió en Londres el 11 de abril de 2000, a la edad de 82 años.